# ピアノ協奏曲第19番 (モーツァルト)
ピアノ協奏曲第19番 ヘ長調 K. 459 は、ヴォルフガング・アマデウス・モーツァルトが1784年に作曲したピアノ協奏曲。『第2戴冠式』（2. Krönungskonzert）の愛称で知られる。

## 概要
本作は1784年の12月11日にウィーンで作曲され、1784年に一気に書かれた6曲のピアノ協奏曲の最後を飾る作品であり、モーツァルトがピアニストとしての自活を賭けて自身の演奏会で弾くために作曲されたものである。

### 愛称の由来
『第2戴冠式』という愛称は、1790年の10月15日のレオポルト2世の戴冠式を祝して催された演奏会で、モーツァルトが第26番『戴冠式』（K. 537）と共に本作を演奏したためにそう呼ばれるようになった。

## 楽器編成
独奏ピアノ、オーボエ2、フルート1、ファゴット2、ホルン2、弦五部。
なお、作品目録に明記されているトランペットとティンパニのパートは自筆譜には無いうえ、パート譜も発見されていない。だが、ヘ長調の作品ではほとんどこれらの楽器を用いていないという点から誤記の可能性も残る。
オランダのピアニストであるアルテュール・スホーンデルヴィルトはトランペットとティンパニを両端楽章に入れた録音（Accent、2013年）を発表しており、この録音については現在YouTube上にて公開されている《右記リンク群より試聴可能》。

## 曲の構成
全3楽章、演奏時間は約28分。なお、第1楽章と第3楽章にはモーツァルト自身のカデンツァがある。
- 第1楽章 アレグロ・ヴィヴァーチェ
ヘ長調、2分の2拍子（アラ・ブレーヴェ）、協奏風ソナタ形式。
お使いのブラウザーでは、音声再生がサポートされていません。音声ファイルをダウンロードをお試しください。
モーツァルトの作品に見られる顕著な付点リズムによるリズム動機が、対位法的な手法と絡めて頻繁に出てくる。

- 第2楽章 アレグレット
ハ長調、8分の6拍子、展開部を欠いたソナタ形式（またはソナタ形式風の二部形式）。
穏やかな長調主題と哀愁感が漂う短調主題が、オーケストラとピアノによって対話するように演奏される。
- 第3楽章 アレグロ・アッサイ
ヘ長調、4分の2拍子、ロンド形式。
500小節に及ぶロンドである。基本動機を徹底的に使用しながら、フガートや二重フーガなどの対位法的な手法も交えて巧妙に作り上げられている。